# Copa de Su Excelencia
La Copa de Su Excelencia el Presidente de la República, nota semplicemente come Copa de Su Excelencia, è una competizione calcistica nazionale della Guinea Equatoriale istituita nel 1978.

## Albo d'oro
| Anno             | Vincitore            | Risultato     | Finalista         |
| ---------------- | -------------------- | ------------- | ----------------- |
| 1978             | Unión Mongomo        | ?-?           |                   |
| 1979             | Akonangui            | ?-?           |                   |
| 1980             | Sony Elá Nguema      | ?-?           |                   |
| 1981             | Sony Elá Nguema      | ?-?           |                   |
| 1982             | Sony Elá Nguema      | ?-?           |                   |
| 1983             | Sony Elá Nguema      | ?-?           |                   |
| 1984             | Lage                 | ?-?           |                   |
| 1985             | Atlético Malabo      | ?-?           |                   |
| 1986             | Juvenil Reyes        | ?-?           |                   |
| 1987             | Atlético Malabo      | ?-?           |                   |
| 1988             | Atlético Malabo      | ?-?           |                   |
| 1989             | Unión Vesper         | ?-?           |                   |
| 1990             | Atlético Malabo      | ?-?           |                   |
| 1991             | Atlético Malabo      | ?-?           |                   |
| 1992             | Sony Elá Nguema      | ?-?           |                   |
| dal 1993 al 1995 | sconosciuto          | ?-?           |                   |
| 1996             | Akonangui            | ?-?           |                   |
| 1997             | Sony Elá Nguema      | ?-?           |                   |
| 1998             | Unión Vesper         | ?-?           |                   |
| 1999             | Deportivo Unidad     | ?-?           |                   |
| 2000             | Deportivo Unidad     | ?-?           |                   |
| 2001             | Atlético Malabo      | ?-?           |                   |
| 2002             | Akonangui            | ?-?           |                   |
| 2003             | sconosciuto          | ?-?           |                   |
| 2004             | Sony Elá Nguema      | ?-?           |                   |
| dal 2005 al 2006 | sconosciuto          | ?-?           |                   |
| 2007             | Akonangui            | ?-?           |                   |
| 2008             | sconosciuto          | ?-?           |                   |
| 2009             | Dragón               | ?-?           |                   |
| 2010             | sconosciuto          | ?-?           |                   |
| 2011             | Atlético Semu        | ?-?           |                   |
| 2012             | The Panthers         | ?-?           |                   |
| 2013             | The Panthers         | ?-?           |                   |
| 2014             | Leones Vegetarianos  | 1-1 (5-4 dtr) | Deportivo Mongomo |
| 2015             | Deportivo Mongomo    | 2-0           | The Panthers      |
| 2016             | Racing de Micomeseng | 1-1 (6-5 dtr) | Atlético Semu     |
| 2017             | Deportivo Niefang    | 1-0           | Atlético Semu     |

## Vittorie per squadra
| Club                 | Città      | Vittorie | Stagioni                                 |
| -------------------- | ---------- | -------- | ---------------------------------------- |
| Sony Elá Nguema      | Malabo     | 7        | 1980, 1981, 1982, 1983, 1992, 1997, 2003 |
| Atlético Malabo      | Malabo     | 6        | 1985, 1987, 1988, 1990, 1991, 2001       |
| Akonangui            | Ebebiyín   | 4        | 1979, 1996, 2002, 2007                   |
| The Panthers         | Malabo     | 2        | 2012, 2013                               |
| Deportivo Unidad     | Malabo     | 2        | 1999, 2000                               |
| Unión Vesper         | Bata       | 2        | 1989, 1998                               |
| Juvenil Reyes        | Bata       | 1        | 1986                                     |
| Unión Mongomo        | Mongomo    | 1        | 1978                                     |
| Lage                 | Malabo     | 1        | 1984                                     |
| Dragón               | Bata       | 1        | 2009                                     |
| Atlético Semu        | Malabo     | 1        | 2011                                     |
| Leones Vegetarianos  | Malabo     | 1        | 2014                                     |
| Deportivo Mongomo    | Mongomo    | 1        | 2015                                     |
| Racing de Micomeseng | Micomeseng | 1        | 2016                                     |
| Deportivo Niefang    | Niefang    | 1        | 2017                                     |